# Porttovábbítás
A porttovábbítás (angolul port forwarding, vagy néha tunelling) egy olyan eljárás, amely a számítógép-hálózatokban lehetővé teszi bizonyos belső hálózati címek külső elérését egy megadott porton keresztül. A port forwarding rendkívül hasznos minden olyan feladat esetében, ahol egy adott lokális hálózat (LAN) egyik belső IP-címét akarjuk elérni egy külső gépről (WAN). Például ha egy belső hálózatban valamelyik munkaállomáson webszervert üzemeltetünk, akkor a két hálózat között kapcsolatot teremtő routeren az alapértelmezett 80-as port forwardolásával (átirányításával) nyílik lehetőség a belső gép elérésére a külső hálózatból.